# Distretto di Maj
Il distretto di Maj (in kazako: Май  ауданы) è un distretto (audan) del Kazakistan con  capoluogo Köktöbe.